# Самохвалово (Качановська волость)
Самохвалово (рос. Самохвалово) — присілок в Палкінському районі Псковської області Російської Федерації.
Населення становить 17 осіб. Входить до складу муніципального утворення Качановська волость.

## Історія
Від 2015 року входить до складу муніципального утворення Качановська волость.

## Населення
| 2001 | 2002 | 2010 | 2013 | 2016 |
| ---- | ---- | ---- | ---- | ---- |
| 16   | ↘11  | ↘10  | →10  | ↗17  |